# 韓國科學技術院衛星技術研究中心

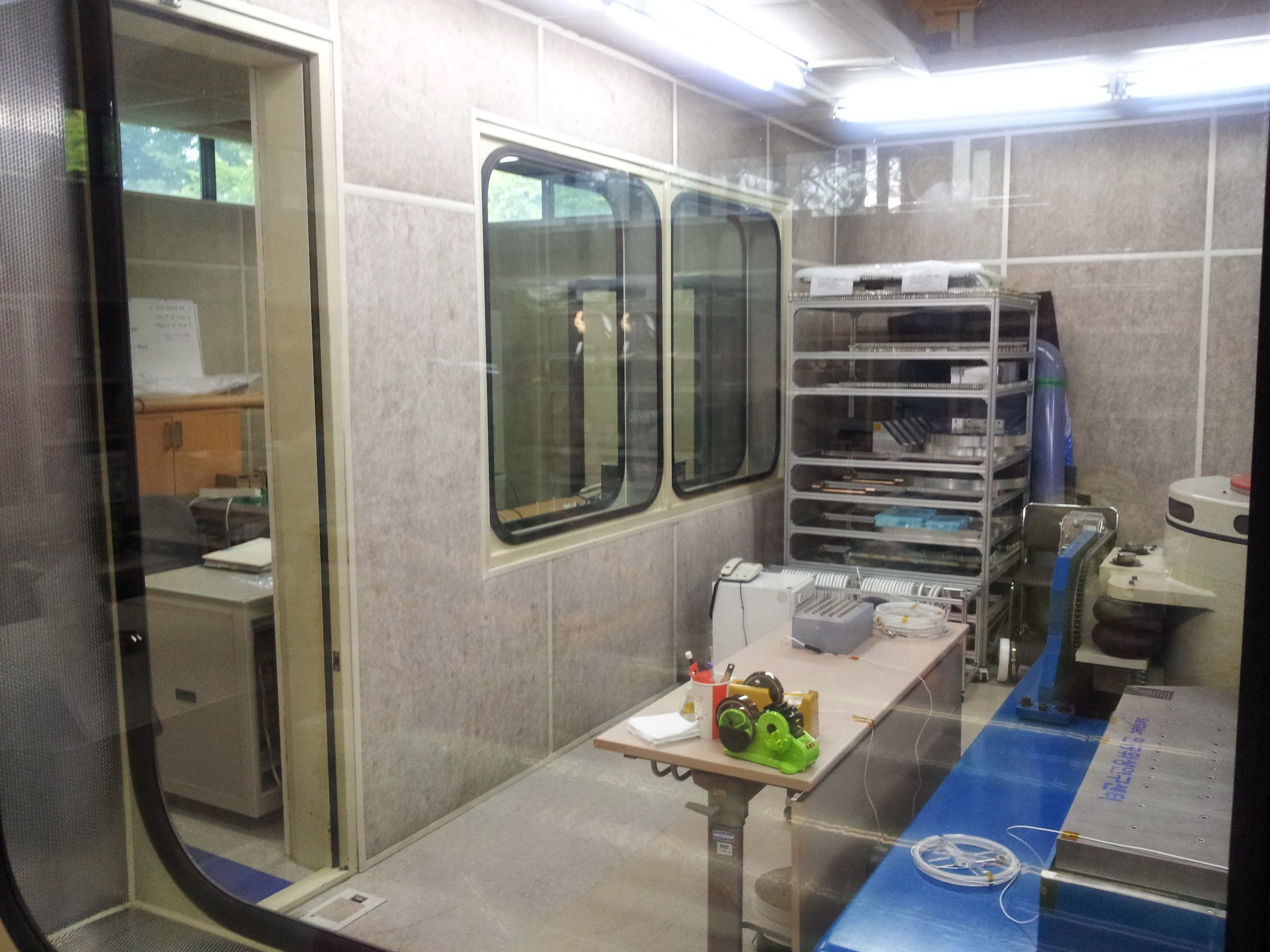

韓國科學技術院衛星技術研究中心（SaTReC）是一個以大學為基礎的衛星技術和應用研究中心。

## 太空計劃
SaTReC位於韩国科学技术院（KAIST）內，通過衛星工程、太空科學和遙感研究計劃，促進衛星工程師的教育和培訓。1992年，SaTReC開發並發射了韓國的第一顆衛星KITSAT-1，一顆科學微衛星。從那時起，SaTReC持續開發具有科學和技術示範任務的衛星。

### 衛星任務
- 開發和運營Kitsat-1
- 開發和運營Kitsat-2
- 開發和運營Kitsat-3
- 開發和運營NEXTSat-1[2]
- 開發和運營NEXTSat-2[3]